# Beaurieux (Nord)
Beaurieux település Franciaországban, Nord megyében. Lakosainak száma 167 fő (2022. január 1.). Beaurieux Hestrud, Solre-le-Château, Clairfayts és Sivry-Rance községekkel határos.

## Népesség
A település népességének változása:
| Lakosok száma | 161  | 163  | 165  | 165  | 165  | 164  | 163  | 164  | 167  |
|               | 2013 | 2015 | 2016 | 2017 | 2018 | 2019 | 2020 | 2021 | 2022 |